# Lagidium
Lagidium es un género de roedores de la familia Chinchillidae; sus cuatro especies, conocidas vulgarmente como vizcachas, se distribuyen por Sudamérica.

## Etimología
Vizcacha es una palabra de origen quichua (Wisk'acha).

## Especies
Se reconocen las siguientes:
- Lagidium peruanum - vizcacha del norte;
- Lagidium viscacia - vizcacha del sur;
- Lagidium wolffsohni - vizcacha de la Patagonia;
- Lagidium ahuacaense - nueva especie encontrada en Ecuador y descrita en 2009.[3]